# Šenovská pahorkatina
Šenovská pahorkatina je geomorfologická jednotka, okrsek Šluknovské pahorkatiny. Nachází se v severní části Česka ve Šluknovském výběžku. Její rozloha je 166 km² a nejvyšším vrcholem je Hrazený (608 m).

## Přírodní poměry
Šenovská pahorkatina je geomorfologický okrsek Šluknovské pahorkatiny o rozloze 166 km² s členitým reliéfem. Nachází se v západní, severní a částečně střední části Šluknovského výběžku. Severní, západní a část jižní hranice tvoří státní hranice s přesahem do sousedního Německa. Jižní hranice pokračuje po lužickém zlomu, údolím Mandavy a z Dolních Křečan pak údolími na sever až ke státní hranici v Jiříkově. Střední sklon území je 5°01' a střední nadmořská výška 417,5 m. Nejvyšším bodem je vrchol Hrazeného (608 m), nejnižším pak hladina Sebnice na státní hranici s Německem v Dolní Poustevně (293 m). Převládající horninou je granodiorit, který se vyskytuje ve třech variantách: lužický, lipovsko-rožanský a hybridní. Ten doplňuje brtnická a rumburská žula a průniky třetihorních výlevných vyvřelin, především čediči příbuzných hornin, a dále dolerit. Územím prochází hlavní evropské rozvodí. K povodí Labe a úmoří Severního moře náleží vodní toky druhého řádu Vilémovský potok (Sebnice), Spréva a Křinice, k povodí Odry a úmoří Baltského moře patří Mandava. Krajina je středně zalesněná a náleží k 4.–5. lesnímu vegetačnímu stupni (bukovému, respektive jedlo-bukovému). Původní lesní porosty se dochovaly jen ojediněle, převládají smrkové monokultury s dominantním smrkem ztepilým (Picea abies), doplněným bukem lesním (Fagus sylvatica), jedlí bělokorou (Abies alba) či modřínem opadavým (Larix decidua). Průměrná roční teplota se pohybuje v rozmezí 6,5–7 °C, průměrné roční srážky pak v rozpětí 700–800 mm. Na jih území zasahuje Chráněná krajinná oblast Labské pískovce.

## Vrcholy
Výběr zahrnuje kopce pojmenované v databázi Geonames a na Základní topografické mapě ČR, jejichž vrchol leží na českém území.
- Hrazený (608 m)
- Tanečnice (599 m)
- Plešný (593 m)
- Ptačí vrch (562 m)
- Partyzánský vrch (530 m)
- Hraniční vrch (522 m)
- Vlčice (513 m)
- Buková hora (512 m)
- Jitrovník (510 m)
- Radar (509 m)
- Meyerův vrch (509 m)
- Černý vrch (503 m)
- Ječný vrch (503 m)
- Roklinka (496 m)
- Tomášovský vrch (493 m)
- Hůrka (493 m)
- Čapák (493 m)
- Šenovský vrch (487 m)
- Větrník (484 m)
- Špičák (481 m)
- Liščí vrch (480 m)
- Skřivánčí vrch (479 m)
- Skalka (477 m)
- Loupežník (476 m)
- Strážný vrch (475 m)
- Jáchym (475 m)
- Jelení kopec (475 m)
- Železný kopec (471 m)
- Srní (466 m)
- Roubený (461 m)
- Sjezdovka (461 m)
- Stráž (460 m)
- Mravenčák (459 m)
- Poustevník (456 m)
- Kamenný vrch (448 m)
- Davidův vrch (448 m)
- Spálený vrch (443 m)
- Strážný vrch (439 m)
- Severák (436 m)
- Lobendavský vrch (430 m)
- Anenský vrch (420 m)
- Ferdinandův vrch (419 m)
- Ferdinandova výšina (416 m)
- Ptačí vrch (415 m)
- Rožanský vrch (414 m)
- Ptačí vrch (400 m)
- Židovský vrch (378 m)
- Prakopce (376 m)
- Hamr (341 m)

## Geomorfologické členění
Geomorfologický okrsek Šenovská pahorkatina se dělí na dva podokrsky:
- provincie: Česká vysočina
  - subprovincie: IV Krkonošsko-jesenická
    - oblast: IVA Krkonošská
      - celek: IVA-1 Šluknovská pahorkatina
        - okrsek: IVA-1-A Šenovská pahorkatina
          - podokrsek: IVA-1-A-a Hrazenská pahorkatina
          - podokrsek: IVA-1-A-b Mikulášovická pahorkatina